# Carsten Jørgensen
Carsten Jørgensen, född den 25 oktober 1970, är en dansk orienterare som ingick i stafettlaget som tog guld vid VM 1997. Han har dessutom tagit ett VM-brons, ett EM-silver samt ett EM-brons och blev 1997 europamästare i terränglöpning. 